# Buddhizmus Magyarországon
A buddhizmus Magyarországon hivatalosan 1951 óta létezik egyházi formában, azóta, hogy Hetényi Ernő megalapította a Buddhista Missziót a németországi Árya Maitreya Mandala buddhista rend tagjaként, amely a mahájána irányzathoz tartozik. A legelső hazai buddhista közösséget azonban már az 1890-es években megalapították Máramarosszigeten, valamint Hollósy József buddhista menedéket vett és megírta a Buddhista Kátét (1893). Ezek alapján a dharma Magyarországon több mint százharminc éve jelent meg. 1933-ban Japánban bódhiszattvaként ismerték el Kőrösi Csoma Sándort. Itthon Hollósy Józsefet a második magyar bódhiszattvának tekintik.
A rábaközi kultúra tartalmaz olyan tárgyi és nyelvi elemeket, amelyek egyértelmű kapcsolatot mutatnak a buddhizmussal. Erről a területről kerültek elő Maitréja buddhaszobrok és egyéb vallási tárgyak. A buddhizmus és a magyarság történelmi kapcsolatának vizsgálata elsősorban nyelvi alapokon lehetséges. Ennek legnevesebb kutatója Kőrösi Csoma Sándor volt.
A hazai buddhizmusban számos irányzat képviselteti magát és mindegyik egy független intézmény saját "igazság-" és eszmerendszerrel. A különböző irányzatok egymást tolerálva és legtöbbször tisztelve élnek egymás mellett, de viszonylag kevés párbeszédet folytatnak.
Magyarországon ezidáig 11 sztúpát adtak át hivatalosan: Budapesten 4, Budakeszin, Bükkmogyorósdon (Csernelyben), Zalaszántón, Tar községben, Becskén, Mánfán és az uszói tanyán. A zalaszántói 36 méter magas és 24 méter széles Béke sztúpa Európa második legmagasabb buddhista-szentélye.
Létezik buddhista gimnázium (A Tan Kapuja Buddhista Gimnázium) és főiskola (A Tan Kapuja Buddhista Főiskola) is Magyarországon.
Magyarországon nehéz megbecsülni a gyakorló buddhisták és a buddhizmussal szimpatizálók számát, amelyet a különböző források 5 és 30 ezer közé helyeznek. A 2022-es népszámláláskor 11 042 fő vallotta magát buddhistának hazánkban.

## Története

### Előzmények

A Kőrösi Csoma által bejárt útvonal.

A magyarok ősi vallása a sámánizmus volt, de feltételezhető, hogy a vándorlásaik során kapcsolatba kerültek a buddhizmussal és egy részük e vallás követője volt. A buddhizmussal való kapcsolódás egyfelől a bön hagyományon keresztül, másfelől Sákjamúni Buddha tanításain keresztül történhetett, amelyek Ázsia szinten minden részére eljutottak a selyemúton. A magyar őshagyomány neve büün volt, amely a hasonló hangzás mellett számos rokon vonást mutat a bön buddhizmussal. A buddhizmus vallási toleranciája révén lehetőség volt a buddhizmus és sámánizmus egyidejű gyakorlására, ahogyan azt más, sámánizmust követő népek is tették, például a tibetiek és a mongolok. A 15. században egy Geleotti nevű humanista filozófus az inkvizíció elől menekülve Mátyás király udvarában lelt menedékre. Galeotti a történelmi Buddhát "indiai bölcsnek" nevezte és azt gondolta, hogy az ország fővárosát, Budát is a Buddha után nevezték el.
A magyarok őshazáját kereső Kőrösi Csoma Sándor Afganisztánon keresztül szeretett volna Indiába utazni, hogy Tibeten át eljuthasson egészen Mongóliába. Végül a nyugat-tibeti Ladakig jutott el. A zanglai nyingmapa kolostorban több mint egy évig dolgozott és számtalan tibeti nyelvű könyvet olvasott át. 1825 júniusától egy évet töltött a thetai, gelugpa rendhez tartozó phuktáli kolostorban, majd két évvel később a Szatledzs völgyében lévő Kanam kolostorban három évig tanulmányozta a tibeti buddhista kánont. Szangye Püncog és Kunga Csöleg lámák segítségével elkészített egy Tibet történetét, földrajzát és irodalmát feldolgozó összeállítást, amelyből egy harmincezer szavas szójegyzék is összeállt. 
Kőrösi Csoma Sándor munkásságára Keleten legelőször Japánban figyeltek fel, amikor 1933. február 22-én a tokiói Taishyo Buddhista Egyetemen 500 vendég előtt felszentelték "A Nyugati Világ Bódhiszattvája” (Csoma Boszacu) néven.

### Kőrösi Csoma után

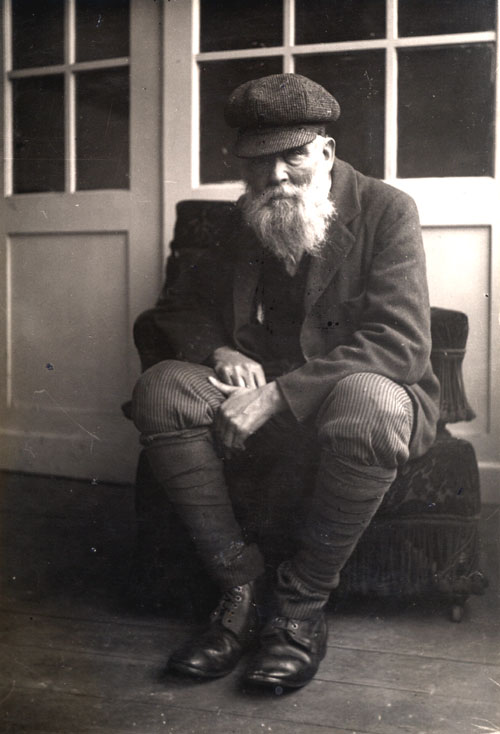
Mednyánszki László 1878-ban készült portréja.

Az 1890-es évek végén jelent meg legelőször a buddhizmus a mai Magyarország területén, amikor Hollósy Simon festő testvére, Hollósy József menedéket vett és megírta a Buddhista Kátét (1893).
Mednyánszky László festő Feszty Árpád körképének tájvázlatain dolgozott Máramarosszigeten, ahol Hollósy József vezetésével kialakult egy buddhista kör, amelynek köszönhetően a buddhizmus tanításai mélyen megérintették Mednyánszkyt. Ennek hatására élete hátralevő részét a buddhizmus eszmerendszerének szentelte. Mednyánszky az első volt, aki a buddhista szellemiséget a művészetben a színek játékával és a témák kiválasztásával közvetítette a nyugatiak számára.
Egy másik közösség Budapesten működött 1931 és 1935 között. Legfőbb egyénisége Vágó László pesti nagykereskedő és Boromissza Tibor, festőművész voltak. A pecsétjükön Buddha alakja látható egy székelykapu alatt, amelyet körbevesz egy „Magyar Buddhisták” felirat. Gárdonyi Géza író is hitt a lélekvándorlásban és egy időben buddhista akart lenni.
A szocialista időszakban történt intézményesülés és marginalitás a magyarországi buddhizmus történetének egy fontos szakaszát jelenti. Az 1947-es törvény eltörölte a vallásszabadságot korlátozó rendelkezéseket, és egyenrangúvá nyilvánította a különböző felekezeteket. Hetényi Ernő az első államilag elismert és legitim magyar buddhista közösség létrehozásában játszott jelentős szerepet. Hetényi, akit 1938-ban avattak fel Németországban, egy osztrák származású buddhista szerzetes hatására lett buddhista. Az ő vezetésével alakult meg 1951-ben a magyarországi Buddhista Misszió, amely 1956-ban hivatalosan is a német buddhista Árja Maitréja Mandala Rend kelet-európai központjává vált. A  rend létrehozását Láma Anagárika Góvinda, német származású utazó, filozófus, festőművész, költő hirdette ki. A rend a buddhizmus mahájána irányzatához tartozik, rítusa a tibeti hagyományokat követi. Hetényi Ernő kapta a rend hármas számú diplomáját. A misszió célja az volt, hogy részrehajlás nélkül képviseljék a különböző buddhista irányzatokat. Ennek érdekében hozták létre még ebben az évben a Kőrösi Csoma Sándor Nemzetközi Buddhológiai Intézetet Berlinben. Hetényi keleti útjai során járt Indiában, Mongóliában, a Burját Köztársaságban, Laoszban a helyi buddhista kolostorok vendégeként. Beavatást nyert tibeti és mongol nagylámáktól, és 1982-ben részesült Őszentsége a 14. Dalai Láma áldásában, akivel háromszor is találkozott. 

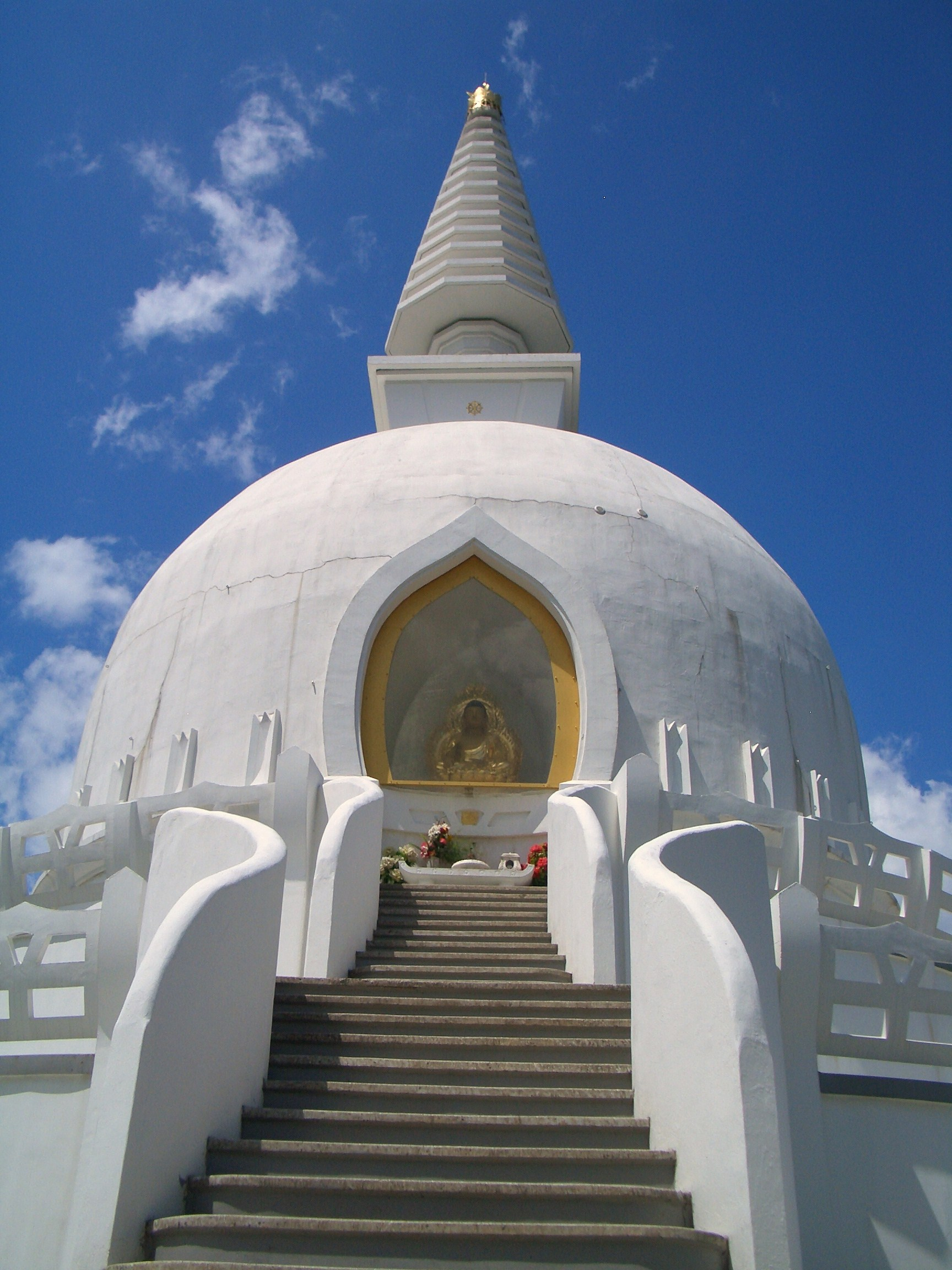
Európa egyik legmagasabb sztúpája, a zalaszántói sztúpa épületét 1993-ban a 14. Dalai Láma személyesen avatta fel.

Az Árja Maitréja Mandala és a Buddhista Misszió hosszú ideig egyedüli képviselői voltak a buddhizmusnak Magyarországon. A rendszerváltásig ez a monopolhelyzet fenn is maradt. Azonban a szocialista időszakban jelentős változások történtek a buddhizmusban: a mahájána buddhizmus vált dominánssá, míg a korábban népszerűbb hínajána már csak néhány embert érdekelt. Ortodox théraváda közösség létrehozása nem volt lehetséges az életforma és a társadalmi-kulturális körülmények miatt. A buddhizmus hivatalos elismerésének okai között az is szerepet játszott, hogy a kisegyházak és szekták gyengítették a történelmi egyházakat, és politikailag kevés veszélyt jelentettek. Emellett a nemzetközi politikai helyzet is közrejátszott a hazai buddhizmusban. A Buddhista Misszió és az Árja Maitréja Mandala Rend a propagandafunkciót is betöltötte a keleti (nem csak buddhista) országokkal való interakciók során. Az intézmények részt vettek nemzetközi békemozgalmakban és kulturális rendezvényeken, és aktívan tevékenykedtek az atomfegyverek betiltásáért és a béke előmozdításáért.
Az 1980-as évek egy stabil és ígéretes időszak volt. Ebben az időszakban kialakult egy sajátos szellemi közösség a Kőrösi Csoma Sándor Intézet keretein belül. Ennek a kezdeményezésnek a létrejötte három ember személyes barátságának volt köszönhető. Egyikük magánlakásában zajlott a Kőrösi Csoma Sándor Buddhista Intézet előadásainak és tanfolyamainak nagy része, mintegy négy éven át. Dobosy Antal a zenről tartott előadásokat, Mireisz László különböző ősi vallások szimbólumrendszeréről és az asztrológia világnézetéről, valamint Takács László különböző indiai filozófiai rendszerekről, szentiratok exegézisével együtt. Kicsit később Tenigl-Takács László elindított egy szanszkrit tanfolyamot is. Ugyancsak az egyiküknek volt egy tanyája a Bükkben, Szilvásvárad közelében – később közös tulajdonává vált – amely a buddhisták egy része számára ismert elvonulási hellyé vált. A tanya neve Uszó volt, amely később egy hat számot elérő periodika neve is lett.
A nyolcvanas évek derekán Magyarországra érkeztek az első külhoni buddhista tanítók. Alexander Berzin volt az első tanító, aki New Yorkból érkezett, és nagy tisztelet és áhítat övezte megjelenését. Az általa ajánlott gyakorlatok és tanítások azonban sokak számára nem tűntek újdonságnak vagy mélyebb értelmet hordozónak. Az év második részében egy tibeti szerzetes érkezett Svédországból (Láma Ngawang és Láma Csöpel), és bár politikai okok miatt nem fogadta el a Buddhista Misszió, előadást tartott magánlakásban és ellátogatott az Uszóra. Ő közvetlenebb és kedvesebb volt, és bár az előadása hasonló volt Berzinhez, autentikusabbnak tűnt a tibeti hagyomány közvetítésében. Ezen események megalapozták egy új tibeti irányzatú buddhista közösség kialakulását.

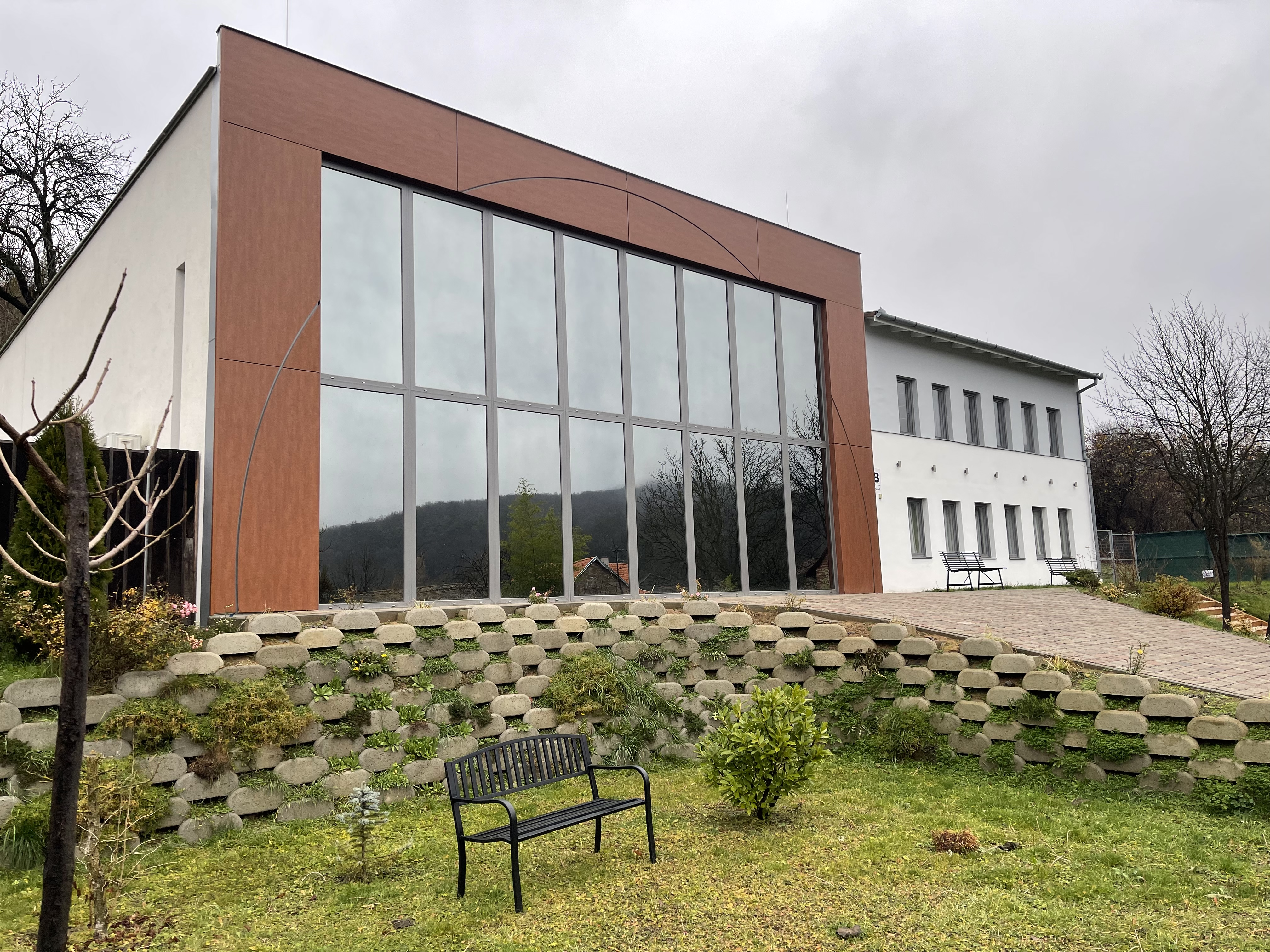
A Tan Kapuja Buddhista Egyház tulajdonában lévő Mánfai Elvonulási Központ és Alkotótér modern megjelenésű B épülete.

1988-ban megalakult az Orientalisztikai Diákkör, amely fogadta és támogatta a külföldi tibeti tanítókat. Ezt követően megkezdődött a változás folyamata, amely a buddhista közösségben rejlő látens pluralizmust felszínre hozta, és a közösség fokozatos felbomlásához vezetett. Hetényi Ernőt elmozdították, és Pressing Lajost nevezték ki a rend kelet-európai vezetőjévé. Ez a változás a Buddhista Misszió és a rend magyarországi ágának szétbomlásához vezetett. Az új vezetés nem ismerte el az addigi felvételeket, és revízió alá vonták az egész kelet-európai rendi tagságot. Hetényi elutasította a rendfőnök döntését és bírósághoz fordult, ami hosszú pereskedést eredményezett és tovább erősítette a Misszió keretein belüli bomlást. A változásokat részben az indokolta, hogy a régi vezetés már nem tudott lépést tartani a gyorsan változó körülményekkel. Ezek a változások új kisközösségek megalakulását hozták, sokuknak nincs korábbi kapcsolata a buddhizmussal vagy annak intézményeivel. Ekkor jött létre A Tan Kapuja Buddhista Egyház, amely képviseli a buddhizmus különböző ágait és a különféle buddhista hagyományokat, illetve biztosítja hazai kisebb közösségek működését, valamint általa működhetnek az országban buddhista oktatási intézmények: A Tan Kapuja Buddhista Főiskola, A Tan Kapuja Buddhista Gimnázium.
1990-ben különböző okok miatt szétesett a Kőrösi Csoma Sándor Intézet, amelyet később a hazai buddhizmus két másik nagy alakja, Dobosy Antal és Tenigl-Takács László szervezett újjá. Ezután sorra alakultak a buddhista rendek, iskolák, a hirtelen jött szabadság azonban itt is bizonyos fokú felhígulást eredményezett. A tan könyvkiadása is átvette a könnyedebb, ám kevésbé alapos angolszász kézikönyveket, ugyanakkor Kőrösi Csoma Sándor munkáinak jó része még ma is lefordítatlan.

## A rendszerváltás után
A rendszerváltásnak köszönhetően a magyarországi buddhizmus különféle hatásoknak volt kitéve. A külföldről érkező tanítók száma megnőtt, és a nyugati minták utánzása elterjedt. A tibeti buddhizmus is erőteljesen jelen van a magyarországi buddhista közösségek életében, többek között a különféle tanítások és tibeti szerzetesek látogatásával. Európa egyik legmagasabb sztúpája is megépült Zalaszántón. A korábbi szocialista "békeharcos" jellegű tevékenység helyét a "vallási biznisz" vette át, és a konkurenciaharc az egyházak és buddhista közösségek között növekedett. A magyarországi buddhizmus vonzó célponttá vált a külföldi "mesterek" számára, akik profitra és befektetésre törekednek. A helyi buddhisták között megjelent egy törésvonal, ahol a többség csatlakozott a tradicionális, külföldről származó közösségekhez, míg mások az európai és magyar körülményeknek megfelelő, nem tradicionális megközelítéssel fogják fel a buddhizmust inkább életfilozófiaként, mint vallásként.

## Emlékhelyek

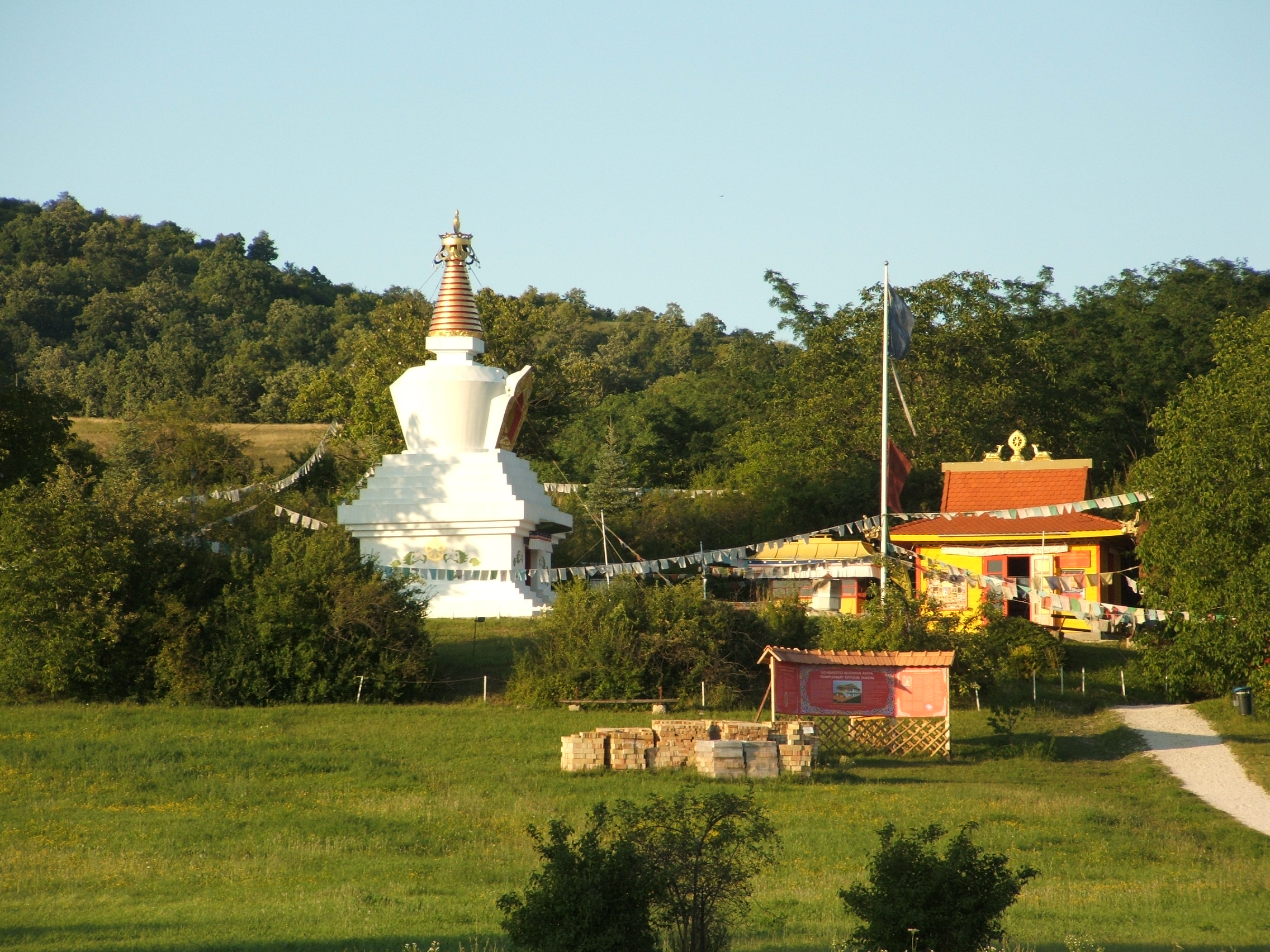
Kőrösi Csoma Sándor emléksztúpa Tar községben.

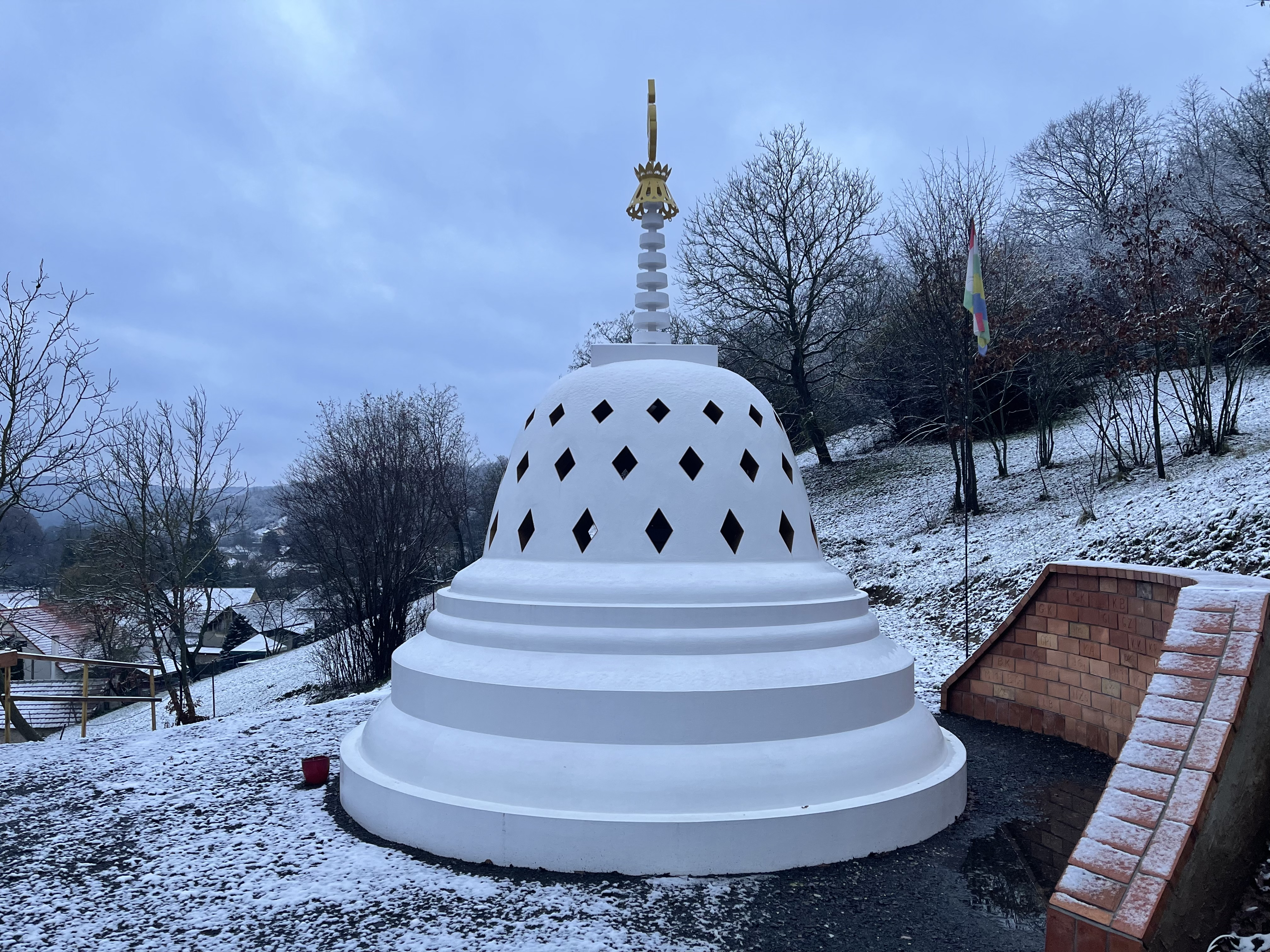
A 2022 szeptemberében felavatott Megszabadulás sztúpa a Mánfai Elvonulási Központban.

A Nyugati Tanítvány Sztúpa Uszón

Magyarországon 1987-ben épült először sztúpa Borsod-Abaúj-Zemplén megyében, Bükkmogyorósd közelében, az Uszó tanyán. Azóta összesen további tíz sztúpát szenteltek fel. A sztúpák építéséről különböző magyarországi buddhista közösségek gondoskodtak, például a Buddhista Misszió, A Tan Kapuja Buddhista Egyház, A Tan Kapuja Buddhista Főiskola, vagy a Gyémánt Út Buddhista Közösség.
A magyarországi sztúpák felszentelésük sorrendjében:
- 1982 – A Magyar Bodhiszattva sztúpája (Budapest, XV. kerület) – Buddhista Misszió[24]
- 1987 – Maitréja sztúpa (Budapest, XXII. kerület) – Buddhista Misszió[24]
- 1987 – A Nyugati Tanítvány Sztúpa (Uszó[25] – Tan Kapuja Buddhista Egyház[24]
- 1988 – Sákjamuni Buddha Sztúpa (Budakeszi) – magánterületen épült, a Tan Kapuja Egyház viseli gondját[24]
- 1992 – Kőrösi sztúpa (Tar, Nógrád vármegye), Őszentsége a 14. Dalai Láma szentelte fel, Magyarországi Karma Kagyüpa Buddhista Közösség hozta létre és tartja fenn[24]
- 1993 – Béke sztúpa (Zalaszántó, Zala vármegye, az ország legnagyobb sztúpája, Őszentsége a 14. Dalai Láma szentelte fel, 2007-ben felújították és újraszentelték[26]),
- 2008 – Megvilágosodás sztúpa (Becske, Csiga-hegy, ma Nógrád vármegyében) 2008. szeptember 14-én, Gyémánt Út, A sztúpa felavatását a nepáli buddhista mester, Serab Gyalcen rinpocse végezte.
- 2009 – Gyógyító Buddha sztúpa (Biri, Szabolcs-Szatmár-Bereg vármegye). [27]
- 2019 – Tiszta Tudat Sztúpa (Budapest, IX. kerület, felavatása: 2019. május 18.[28])
- 2022 – Láma Anagarika Govinda sztúpa (Budapest, Kamaraerdő, 2022. augusztus 10-én )[29]
- 2022 – Megszabadulás sztúpa (Mánfa, Baranya vármegye, 2022. szeptember 10, a Tan Kapuja Buddhista Egyház képviseletében Mireisz László – elnök és Cser Zoltán – igazgató, felavatták a Mánfai Elvonulási Központ területén található Megszabadulás sztúpát.[30]
- 2022 – Álomvölgy Megvilágosodás Sztúpa (Piliscsaba) Őszentsége Drikungpa Csecang Rinpocse vállalta el az Álomvölgy Megvilágosodás Sztúpa szellemi védnökségét. Felszentelésére 2022 decemberében került sor.[31]

Pilisszentlászlón található a Hoboji zen-templom, Esztergom közelében az Eredeti Fény zen-templom, Szombathelyen pedig a Mokusho zen-ház
Budapest 15. kerületében található a Pu Ji Templom, amely a magyarországi kínai chanbuddhista egyház első temploma.
A Dhammadípa kolostor Bajna község külterületén fekszik, egy keskeny völgyben, a Bajnát Epöllel összekötő kisforgalmú út mentén.

## 14. dalai láma magyarországi látogatásai
A 14. dalai láma (Tendzin Gyaco) eddig hét alkalommal járt Magyarországon. Legelőször 1982-ben, majd 1990-ben, 1992-ben, 1993-ban, 1996-ban, 2000-ben és 2010-ben. Elsőként útban Rómába (II. János Pál pápához) az 1982. szeptember 26-ról 27-ére virradó éjszakát töltötte hazánkban, a Magyar Népköztársaság kormányának vendégházában, ahol a kormány részéről Marjai Józsefet, miniszterelnök helyettes fogadta. A repülőtéri váróban a mongol nagykövet mellett találkozott Hetényi Ernővel, a Magyarországi Buddhista Misszió alapító-vezetőjével.
1990. április 25-30. között Tendzin Gyaco több magyar buddhista egyház meghívására Budapestre látogatott. Ittléte alatt Csenreszig beavatást adott a Marx Károly Közgazdaságtudományi Egyetemen (ma: Budapesti Corvinus Egyetem), valamint a Szent István-bazilikában közös szertartáson vett részt Paskai László bíborossal, és a történelmi egyházak képviselőivel.
1992. július 20-25. többek között a Csan Buddhista Egyház meghívására látogatott hazánkba. A Sportcsarnokban 4000 ember előtt tartott nyilvános előadást, a Közgazdaságtudományi Egyetemen pedig buddhista tanítást adott. Őszentsége ellátogatott Tarra, ahol felszentelte a Karma Ratna Dargye Ling Egyház Kőrösi Csoma Sándornak szentelt (a nagy magyar tudós halálának 150. évfordulójára készült) 13 méter magas sztúpáját. Egy évvel később a tibeti láma fölszentelte a Bop Jon buddhista szerzetes jóvoltából Zalaszántón felépített 36 méter magas sztúpát, amely Európában a legnagyobb ilyen építmény volt. 
1996. október 27-28-án a Budapest Klub meghívására újra hazánkba látogatott, és több humán politikus, vallási vezető, tudós és művész társaságában aláírta a Planetáris Tudat Kiáltványát. Másnap az Építők Kongresszusi Központjában tartott nyilvános előadást. 
2000. október 12-14. között a Közép-európai Egyetem és Tibetet Segítő Társaság meghívására érkezett hazánkba a 14. dalai láma. Ez alkalomból Őszentségét Orbán Viktor miniszterelnök is fogadta. Első nap az egyetemen tartott sajtótájékoztatót, majd magyarul megjelenő könyvét mutatta be a Libri Könyvpalotában. 13-án a Sportcsarnokban tartott előadást, másnap pedig ugyanott buddhista tanítást adott. 14-én délután Pannonhalmán a bencés apátságban találkozott Várszegi Asztrik főapáttal, és beszédet mondott a kolostor templomában.
2010-ben több mint tízezer ember előtt tartott előadást a dalai láma a Sportarénában. Demszky Gábor akkori főpolgármester a budapesti városházán Budapest díszpolgárává avatta Őszentségét. A láma beszédében arról szólt, hogy a 21. század a dialógus évszázadává is válhat.

## Média

### Rádió
2014. szeptember 22-én reggel 6 órakor indult az első adás a Buddha FM rádión. Ez Magyarország első buddhista rádiója, amelynek „alkotói a magyarországi buddhista közösségek, a Tan Kapuja Buddhista Egyház és Főiskola tagjai, tanítói, diákjai és az élet”.
Részlet a rádió küldetésnyilatkozatából:
A szándékunk az, hogy olyan rádióadót hozzunk létre, amely a Buddha tanításait minél sokszínűbben, számtalan nézőpontból tárja a hallgatók elé. Ezzel a tettünkkel is a szenvedés megszüntetéséhez vezető nemes nyolcrétű ösvényt szeretnénk járni, különös figyelmet szentelve az ösvény egyik fontos tagjának, a helyes beszédnek.

Így a rádióban kerüljük a hazug beszédet, a rágalmazást, tartózkodunk a durva beszédtől és a haszontalan fecsegéstől. Nem állítunk féligazságokat, vagy hazugságokat pusztán azért, hogy szórakoztassunk. Nem terjesztünk pletykákat, nem festünk hamis képet, nem keltjük mások rossz hírét. Nem beszélünk sokat feleslegesen csak azért, hogy a hallgatóink ne érezzék egyedül magukat. Tudjuk, hogy a beszédnek következményei vannak, még ha nem is annyira nyilvánvalóak, mint a tetteké. Nem szeretnénk egyike lenni azoknak a médiaeszközöknek, amelyek figyelemelterelő, üresen szórakoztató, a médiazajt felhangosító műsorokat produkálnak. Arra törekszünk, hogy a rádióban elhangzó szavak, hangok és zenék bölcsességet, békét, egyensúlyt sugározzanak és utat mutassanak a szenvedés megszűnéséhez.

## Buddhista egyházak, közösségek, szervezetek, iskolák

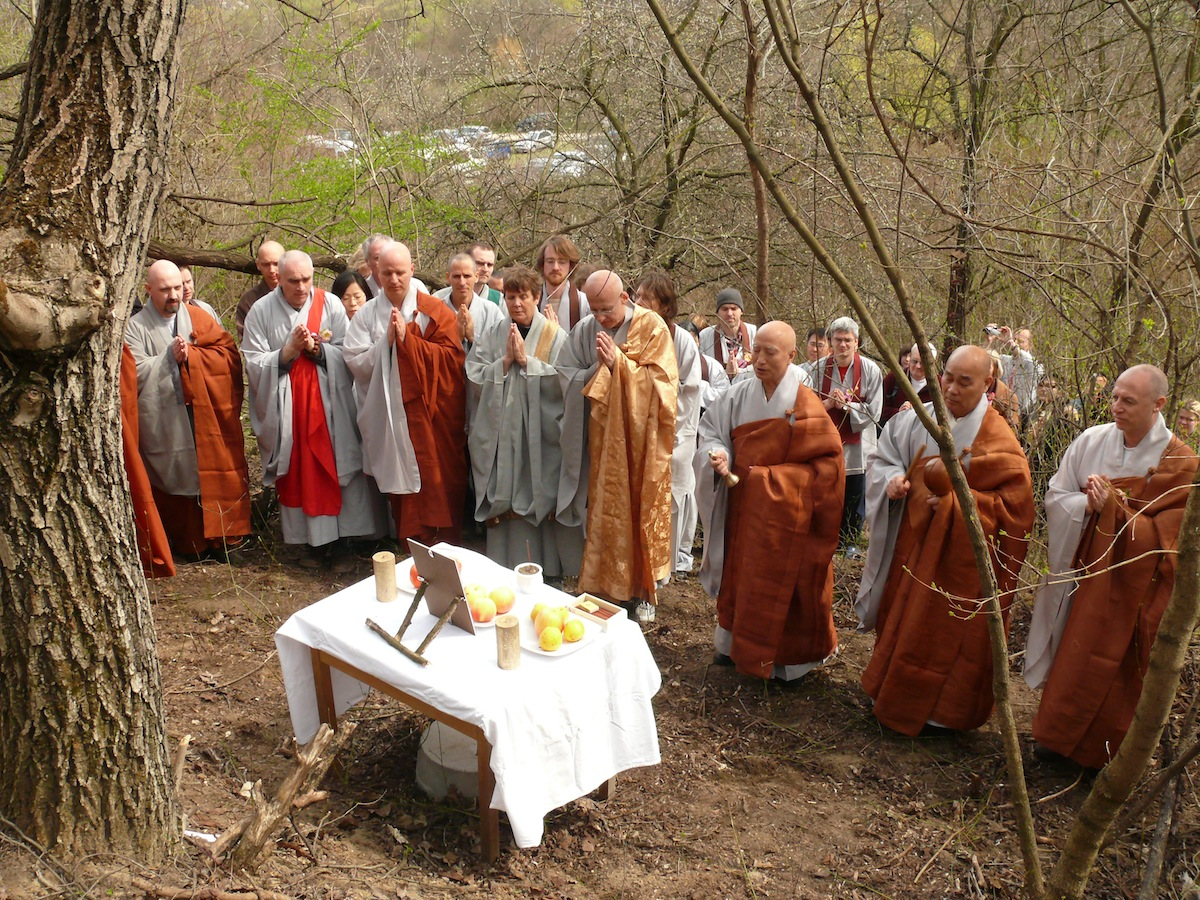
A koreai zen buddhista Eredeti Fény templom Buddha csarnok alapkőletétele (2010 április).

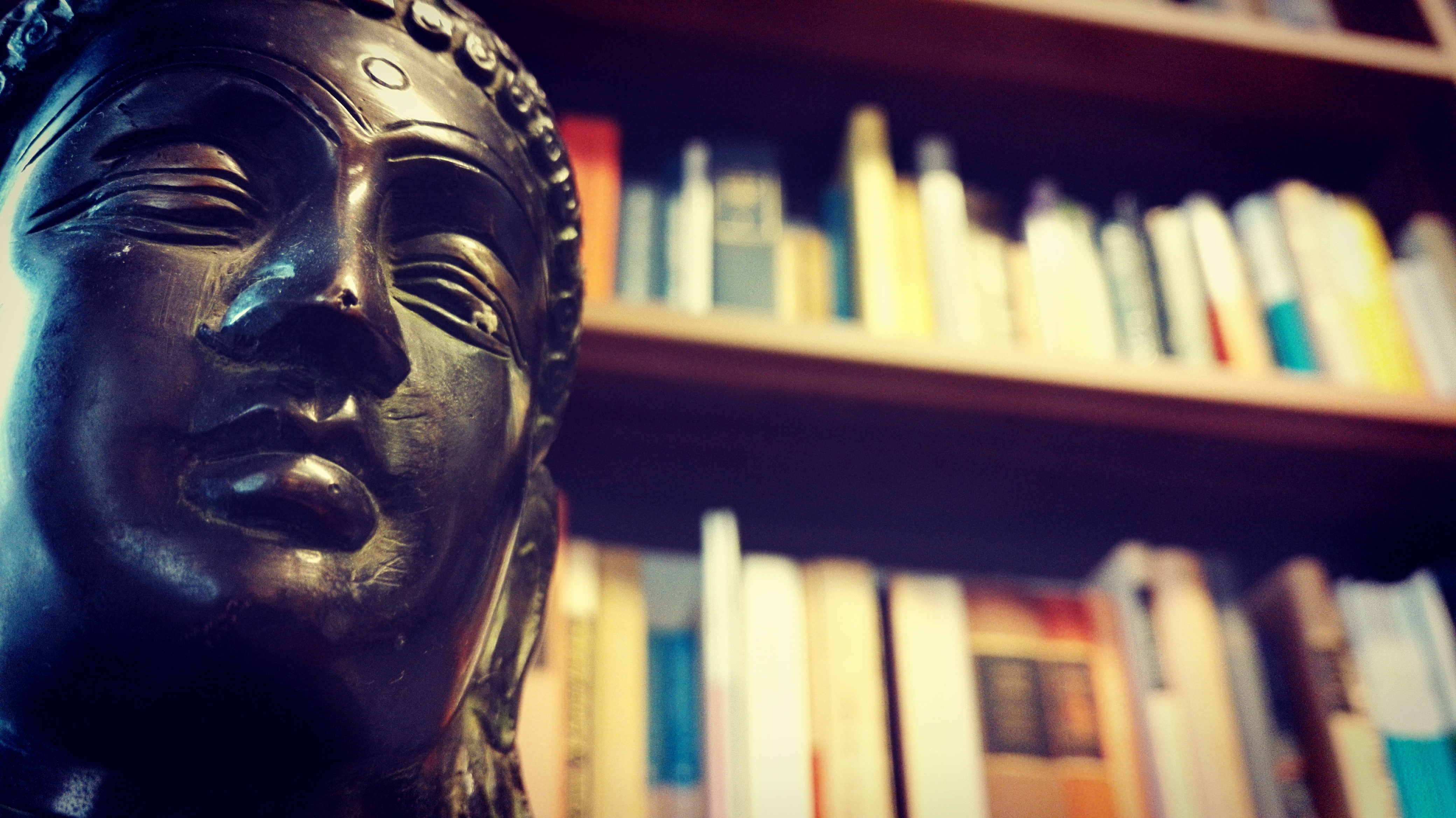
A Tan Kapuja Buddhista Egyház által működtetett A Tan Kapuja Buddhista Gimnázium könyvtárában található Buddha szobor

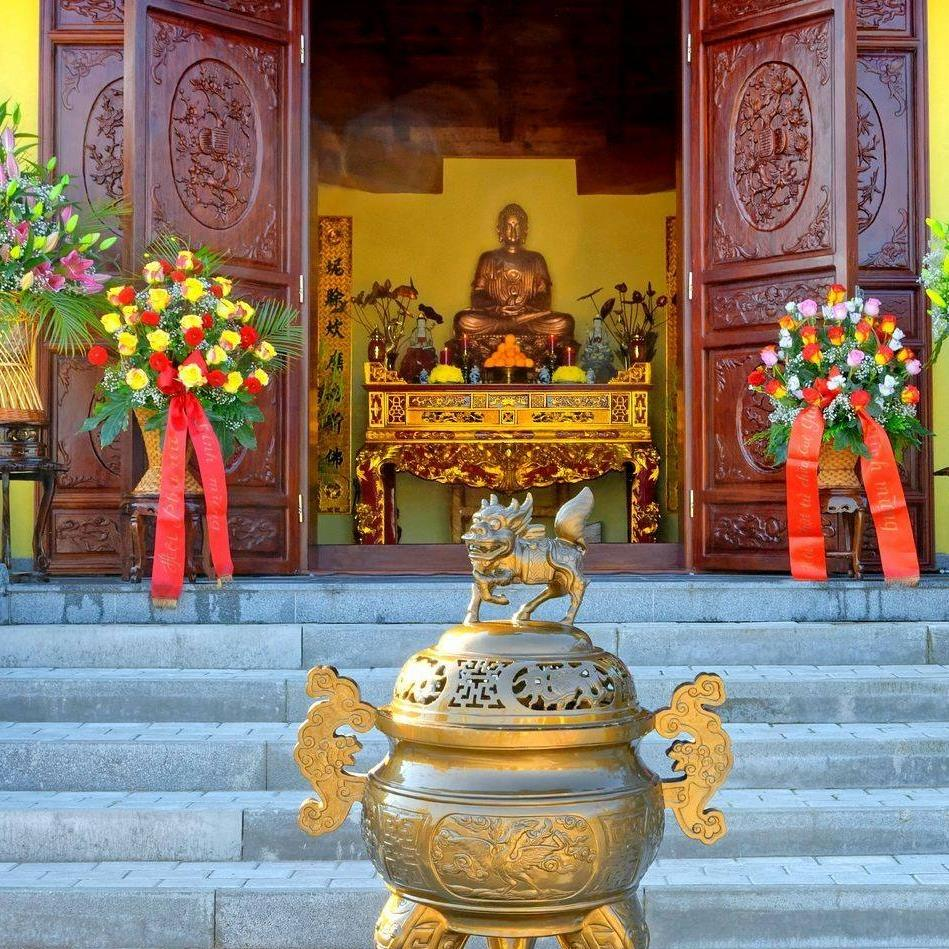
A Simontornyán 2018-ban átadott vietnámi Dai Bi szentély.

### Buddhista egyházak
- A Tan Kapuja Buddhista Egyház (1991)
- Magyarországi Árja Maitréja Mandala Egyházközösség (ÁMM) – Buddhista Misszió[49]
- Gyémánt Út Buddhista Közösség – Láma Ole Nydahl nevével fémjelzett közösség[50]
- Magyarországi Karma Kagyüpa Buddhista Közösség, Karma Ratna Dargye Ling (1987)[51]
- Magyarországi Kínai Chanbuddhista Egyház (2003) – kínai zen (csan) buddhizmus

### A Tan Kapuja Buddhista Egyház közösségei
- A Nyugati Tanítványok Nemes Tantrikus Köre (1990)[52]
- Tan Kapuja Zen Közösség (1992)[53] – koreai zen buddhizmus
- A Tan Szigete Közösség – Dhammadípaszangha[54]
- Buddhista Vipassana Társaság[55]
- Jundgrun Ten Gye Dü De Magyarországi Bönpo Közösség[56]
- Magyarországi Dzogcsen Közösség (2012)[57]
- Mennyei Trón Öt Elem Rend[58]
- Mokusho Zen Ház – Taiszendzsi Templom (2002) – japán zen buddhizmus

### Théraváda
- Vipasszaná Magyarország[59]

### Mahájána
- A Tan Kapuja Buddhista Főiskola (1991)[7]
- Dzsaj Bhím Közösség[5]
- Dai Bi szentély – vietnámi pagoda és szentély

### Tibeti buddhizmus
- Dharmaling Magyarország Tibeti Buddhista Közösség (1989) – Shenphen Rinpocse Láma, nonszektariánus (rime)[60]
- Kamala Buddhista Egyházközösség (2003)[61] – Samar Rinpocse
- Khyenkong Karma Tharjay Buddhista Egyházközösség (2007)
- Magyarországi Nyingmapa Közösség (1991)
- Mahá Maitrí Buddhista Közösség és Konzultációs Szolgálat – az ÁMM vonalát követi
- Maitreya Buddhista Harcművész Szövetség Közhasznú Egyesület (1992)[62]
- Mantra Magyarországi Buddhista Egyház – Drukpa Kagyü közösség – a Dalai Láma tanításait tekintik mérvadónak.[63]
- Szakja Tasi Csöling Buddhista Egyházközösség (1986)[64]
- Szangye Menlai Gedün, A Gyógyító Buddha Közössége
- Tibetet Segítő Társaság – Sambhala Tibet Központ (1994)[65]

### Zen buddhizmus
- Egy Csepp Szanhga Magyarország / One Drop Zen Hungary (2000)[66] – japán zen buddhizmus
- Kvan Um Zen Magyarország (1989)[67] – koreai zen buddhizmus
- Von Kvang Sza nemzetközi zen templom (2011)[68] – koreai zen buddhizmus

## Más területről (is) ismert, neves magyar buddhista személyek

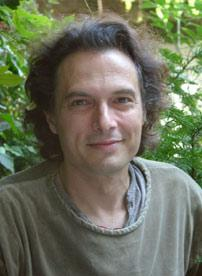
Laár András

- Ábel Anita[69] – színésznő, televíziós műsorvezető.
- Bereczki Zoltán – színész, énekes, zenei producer
- Csepregi Éva[70] – énekesnő, színésznő, a Neoton Família tagja.
- Kulka János[71] – Kossuth-díjas és Jászai Mari-díjas magyar színművész, érdemes és kiváló művész.
- Laár András[72] – humorista, költő, zeneszerző, színész, buddhista pap
- Mednyánszky László[18] – festő
- Steiner Kristóf[73] – újságíró, szinkrondramaturg, színész
- Szaladják István – filmrendező, operatőr, fotográfus
- Szinetár Dóra[74] – színésznő, énekesnő
- Terebess Gábor író, műfordító, keramikus, könyvtervező, orientalista könyvkiadó.